# Macellicephala annae
Macellicephala annae är en ringmaskart som beskrevs av Daniel Reyss 1968. Macellicephala annae ingår i släktet Macellicephala och familjen Polynoidae. Inga underarter finns listade i Catalogue of Life.